# Carcedo de Burgos
Carcedo de Burgos ist eine 484 Einwohner (Stand: 2024) zählende Gemeinde der Provinz Burgos in der Autonomen Gemeinschaft Kastilien-León (Castilla y León). Sie gehört zur Comarca Alfoz de Burgos.
Die Gemeinde setzt sich aus dem Hauptort Carcedo und der Ortschaft Modúbar de la Cuesta zusammen.

## Lage
Carcedo de Burgos liegt etwa neun Kilometer südöstlich von Burgos auf einer durchschnittlichen Höhe von 990 m. Der Río Viejo durchquert die Gemeinde. 

## Bevölkerungsentwicklung
| Jahr      | 1970 | 1981 | 1991 | 2001 | 2011 | 2020 |
| Einwohner | 188  | 107  | 123  | 171  | 357  | 448  |

## Sehenswürdigkeiten
- Kirche San Román
- Kirche San Cristóbal Mártir in Modúbar de la Cuesta